# Mayim Bialik
Mayim Chaya Bialik (San Diego, 12 dicembre 1975) è un'attrice e regista statunitense, nota per il personaggio di Blossom nella serie televisiva omonima e di Amy Farrah Fowler nella sitcom The Big Bang Theory.

## Biografia
Di origine ebraica, i suoi nonni sono emigrati negli Stati Uniti negli anni trenta dalla Polonia, Cecoslovacchia e Ungheria. Frequenta l'università UCLA, conseguendo la laurea in neuroscienze, in lingua ebraica ed in studi ebraici; prosegue gli studi in neuroscienze arrivando a prendere il titolo di dottorato di ricerca.
Dopo aver lavorato nel mondo dello spettacolo sin da bambina, apparendo in diverse serie televisive statunitensi fra cui MacGyver e partecipando al video musicale Liberian Girl di Michael Jackson, raggiunge la notorietà al grande pubblico nel 1991 grazie alla serie televisiva Blossom, in cui ebbe il ruolo della protagonista.
Dal 2010 al 2019 interpreta il personaggio di Amy Farrah Fowler nella serie televisiva The Big Bang Theory.
Nel 2021, ha condotto per due settimane Jeopardy! e nell'agosto 2021 è stata nominata uno dei due moderatori alternati del quiz, insieme a Ken Jennings.
Ha scritto alcuni libri, quali Beyond the Sling, riguardante la teoria dell'attaccamento (attachment parenting), e Mayim's Vegan Table che contiene più di un centinaio di ricette elaborate da lei stessa. Il suo terzo libro, Girling Up, parla delle lotte e del modo in cui le ragazze crescono spiegando scientificamente come i loro corpi cambiano. Il suo lavoro successivo, Boying Up, è stato pubblicato l'8 maggio 2018, e analizza la scienza, l'anatomia e la mentalità di crescere come maschio oltre a descrivere i cambiamenti fisici e mentali e le sfide che i ragazzi affrontano mentre si passa dall'adolescenza all'età adulta. Nel 2022 esordisce alla regia con As They Made Us, pellicola che vede nel cast Dustin Hoffman e Simon Helberg, suo co-protagonista nella serie televisiva The Big Bang Theory.
A seguito dell'attacco di Hamas a Israele del 2023, l'attrice è stata al centro di diverse polemiche per le sue posizioni espresse sui suoi profili social. Bialik si è dichiarata contraria ad un cessate il fuoco tra Israele e Hamas, sostenendo che Israele avesse il diritto di invadere Gaza, quindi ha definito come antisemite le proteste pro-palestina nei campus americani, accusando molti studenti di essere ignoranti sul tema in questione. Per via di queste sue opinioni è stata pesantemente criticata e accusata di ritenere la vita dei palestinesi meno importante di quella degli israeliani, spingendola a limitare i commenti sui suoi profili social. La Bialik si è definita vittima di antisemitismo, rivendicando con orgoglio il suo supporto ad Israele. Ulteriori critiche le sono arrivate per aver pubblicizzato sui suoi profili social un libro per bambini che descrive gli Israeliani come unici proprietari della Palestina. Questi eventi sono stati da alcuni considerati un esempio di "cancel culture".

## Vita privata
Si è sposata con Michael Stone, da cui ha avuto due figli, nati rispettivamente nel 2005 e nel 2008. Il 23 novembre 2012 ha annunciato di essersi separata. Il 15 agosto 2012 è stata coinvolta in un grave incidente stradale nel quale ha rischiato di perdere un dito della mano sinistra.
Mayim è vegana e di religione ebraica.

## Filmografia

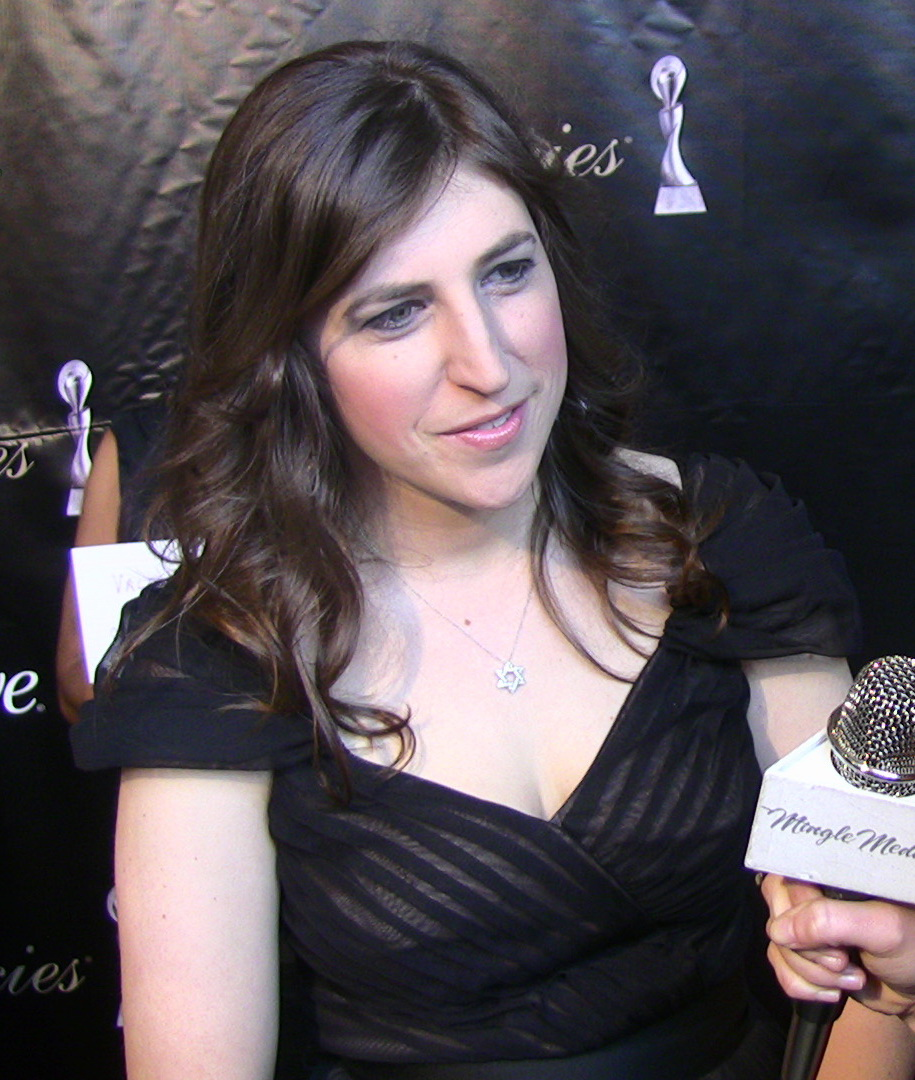
La Bialik nel 2011 ai Gracie Awards

### Attrice

#### Cinema
- Spiagge (Beaches), regia di Garry Marshall (1988)
- Pumpkinhead, regia di Stan Winston (1988)
- Kalamazoo?, regia di David O'Malley (2006)
- The Chicago 8, regia di Pinchas Perry (2011)

#### Televisione
- La bella e la bestia (Beauty and the Beast) – serie TV, 1 episodio (1987)
- L'albero delle mele (The Facts of Life) – serie TV, 2 episodi (1988)
- MacGyver – serie TV, 3 episodi (1989-1990)
- Molloy – serie TV, 7 episodi (1990)
- Blossom – serie TV, 114 episodi (1990-1995)
- Don't Drink the Water, regia di Woody Allen – film TV (1994)
- Settimo cielo (7th Heaven) – serie TV, episodio 7x20 (2002)
- Fat Actress – serie TV, 2 episodi (2005)
- Curb Your Enthusiasm – serie TV, episodi 5x02, 6x03, 6x07 (2005-2007)
- Saving Grace – serie TV, episodio 3x05 (2009)
- Bones – serie TV, episodio 4x20 (2009)
- Til Death - Per tutta la vita ('Til Death) – serie TV, episodi 4x12, 4x18, 4x21 (2010)
- ACME Saturday Night – serie TV, episodio 2x12 (2010)
- La vita segreta di una teenager americana (The Secret Life of the American Teenager) – serie TV, 6 episodi (2010)
- The Big Bang Theory – serie TV, 203 episodi (2010-2019) - Amy Farrah Fowler
- The Dog Who Saved Halloween, regia di Peter Sullivan – film TV (2011)
- Un volo a Natale (The Flight Before Christmas), regia di Peter Sullivan – film TV (2015)
- Call Me Kat – serie TV (2021-2023)
- Jeopardy! – serie TV, moderatrice 10 episodi serie 37 (2021), 115 episodi serie 38 (2021-22), 9 episodi campionato universitario (2022), 60 episodi serie 39 (2022-23)
- Young Sheldon – serie TV, episodio 7x14 (2024)

### Regista
- Una seconda occasione (As They Made Us) (2022)

### Doppiatrice
- The Kingdom Chums: Original Top Ten, regia di Rick Reinert (1992) – Petey
- Kim Possible – serie animata, episodio 2x22 (2003) – Justine Flanner
- Zeus alla conquista di Halloween, regia di Peter Sullivan - film TV (2011)
- Marco e Star contro le forze del male (Star vs. the Forces of Evil) – serie animata, 1 episodio (2016)
- Young Sheldon – serie TV, episodi 4x01 e 5x16 (2020-2022) - voce di Amy Farrah Fowler

## Libri (parziale)
- (EN) Beyond the Sling.
- (EN) Mayim's Vegan Table.
- (EN) Girling Up.
- (EN) Boying Up, 2018.

## Riconoscimenti
Critics' Choice Awards
- 2016 – Miglior attrice non protagonista in una serie commedia per The Big Bang Theory
- 2018 – Miglior attrice non protagonista in una serie commedia per The Big Bang Theory

## Doppiatrici italiane
- Giuppy Izzo in Spiagge
- Ilaria Stagni in Blossom
- Emilia Costa in The Big Bang Theory

Da doppiatrice è sostituita da:
- Emilia Costa in Young Sheldon